# Onsernone
Onsernone är en kommun  i distriktet Locarno i kantonen Ticino, Schweiz. Kommunen har 663 invånare (2023).
Kommunen består av de nio byarna Auressio, Berzona, Comologno, Crana, Gresso, Loco, Mosogno, Russo, Vergeletto.
Byarna var tidigare självständiga kommuner, men genom ett antal sammanslagningar har den nuvarande kommunen vuxit fram. 1995 slogs kommunerna Comologno, Crana och Russo samman till kommunen Onsernone. 2001 slogs kommunerna Auressio, Berzona och Loco samman till kommunen Isorno.
2016 bildades den nuvarande kommunen genom sammanslagning av Gresso, Isorno, Mosogno, Vergeletto och Onsernone.

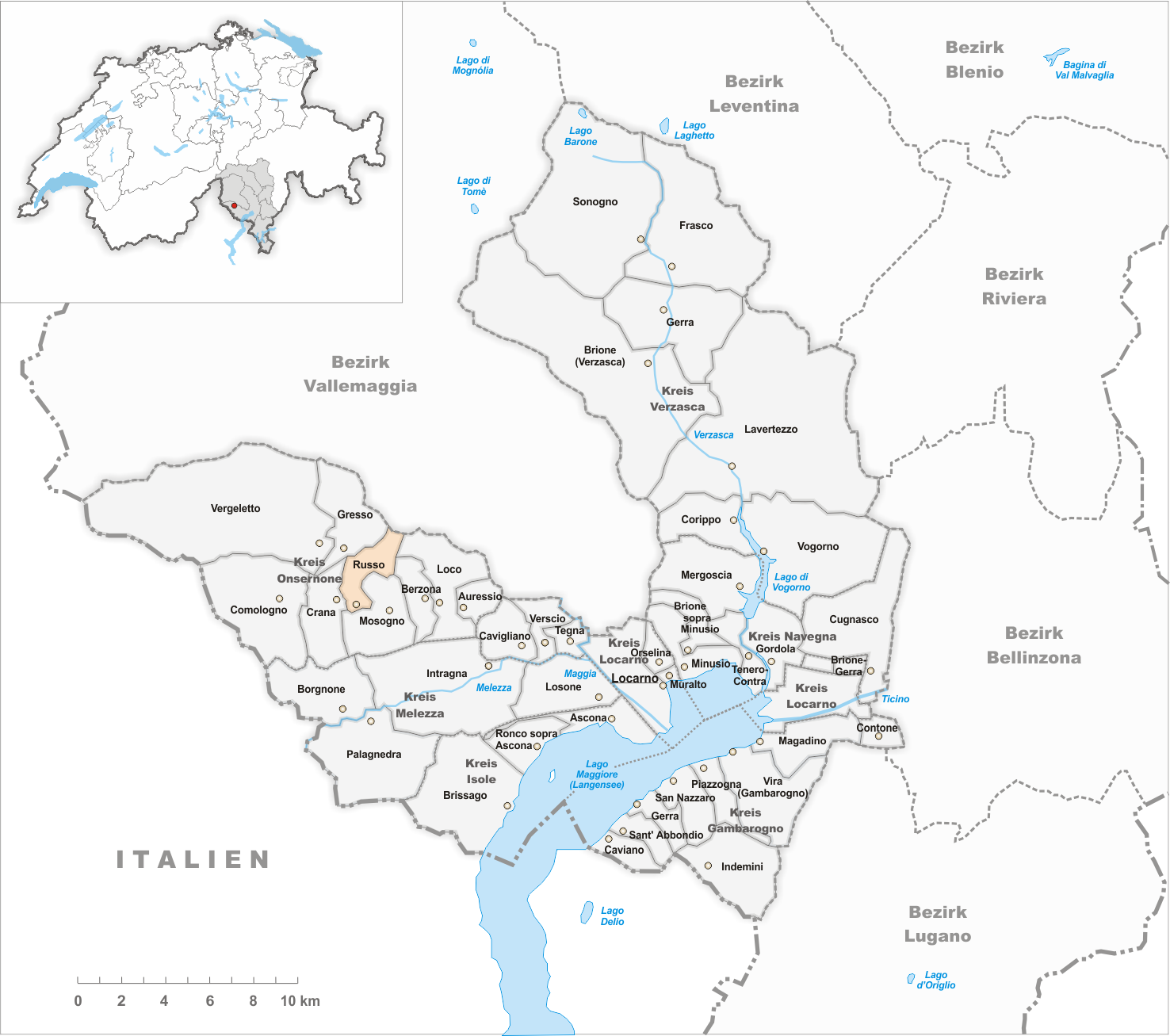
Kommunindelning 1994, före första sammanslagningen